# Элльмау
Элльмау (нем. Ellmau) — политическая община в Австрии, в федеральной земле Тироль.
Входит в состав округа Куфштайн. Площадь коммуны составляет 36,39 км², население — 2866 человек (1 января 2021), плотность населения — 78 чел./км². Официальный код — 7 05 09.

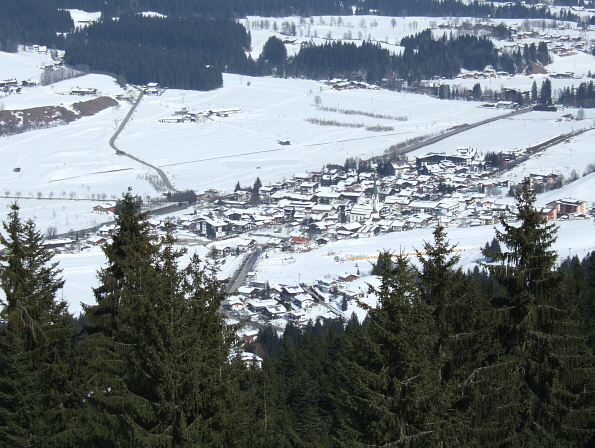
Эльмау

## Население
| Год  | Численность |
| ---- | ----------- |
| 1869 | 867         |
| 1889 | 797         |
| 1890 | 803         |
| 1900 | 869         |
| 1910 | 890         |
| 1923 | 984         |
| 1934 | 967         |
| 1939 | 977         |
| 1951 | 1156        |
| 1961 | 1326        |
| 1971 | 1601        |
| 1981 | 1847        |
| 1991 | 2117        |
| 2001 | 2524        |
| 2011 | 2653        |
| 2021 | 2866        |

## Политическая ситуация
Бургомистр общины — Николаус Манцль (местный блок) по результатам выборов 2004 года.
Совет представителей общины (нем. Gemeinderat) состоит из 15 мест.
- СДПА занимает 8 мест.